# Saint-Vaast-d’Équiqueville
Saint-Vaast-d’Équiqueville – miejscowość i gmina we Francji, w regionie Normandia, w departamencie Sekwana Nadmorska.
Według danych na rok 2007 gminę zamieszkiwało 586 osób, a gęstość zaludnienia wynosiła 42 osoby/km² (wśród 1421 gmin Górnej Normandii Saint-Vaast-d’Équiqueville plasuje się na 397. miejscu pod względem liczby ludności, natomiast pod względem powierzchni na miejscu 175.).

## Linki zewnętrzne

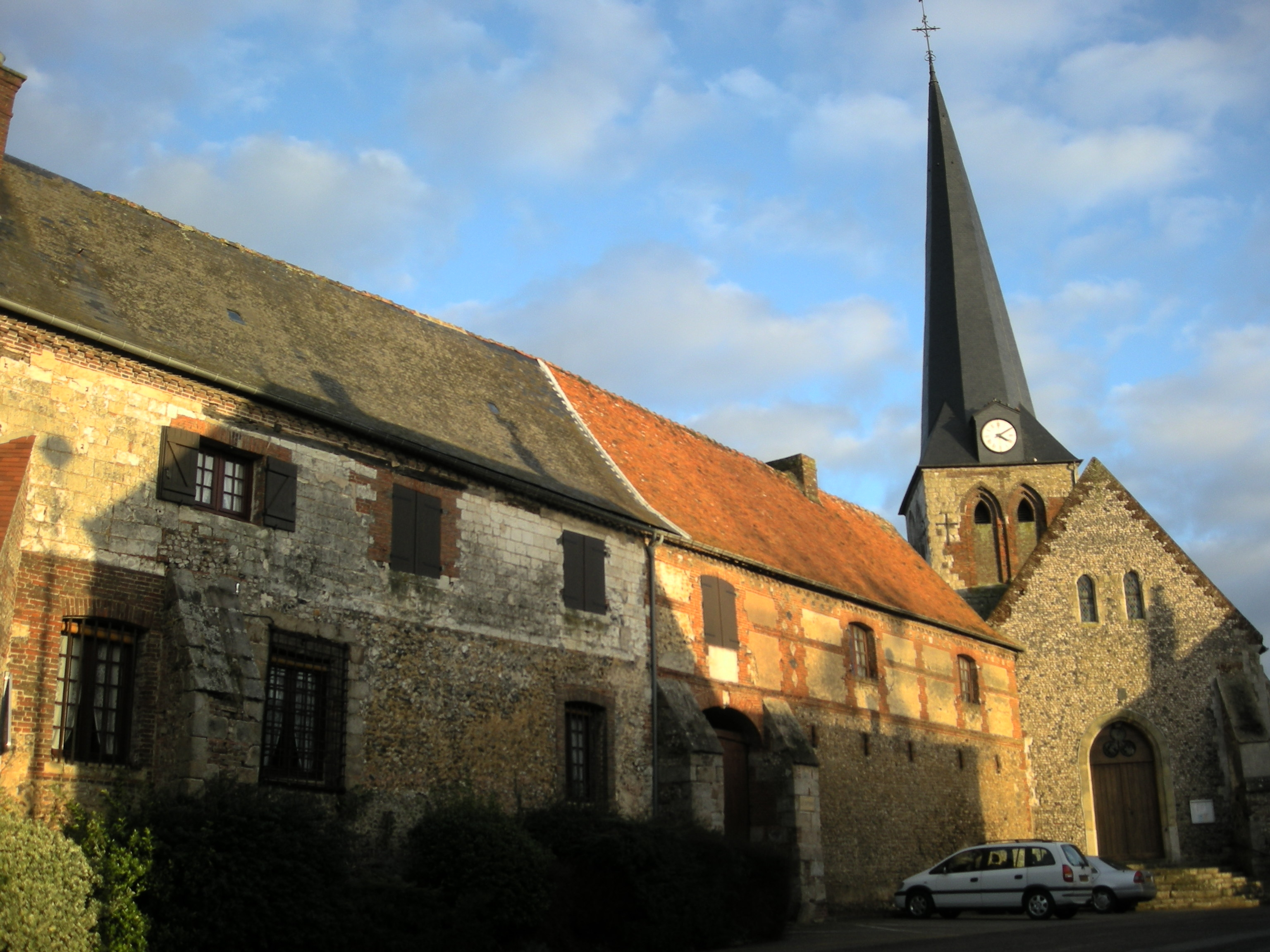